# Vassily Solomin
Vassily Solomin (en russe : Василий Анатольевич Соломин, transcription française : Vassili Anatolievitch Solomine) est un boxeur soviétique né le 5 janvier 1953 et mort le 28 décembre 1997 à Perm.
Il représente l'URSS aux Jeux olympiques de Montréal en 1976 et remporte la médaille de bronze dans la catégorie poids légers. Deux ans auparavant, il décrochait à La Havane le premier titre de champion du monde amateur des poids légers.

## Parcours auxJeux olympiques
Jeux olympiques d'été de 1976 à Montréal (poids légers) :
- Bat Hans-Henrik Palm (Danemark) aux points 5-0
- Bat Bogdan Gajda (Pologne) aux points 5-0
- Bat András Botos (Hongrie) aux points 5-0
- Perd contre Simion Cuţov (Roumanie) aux points 0-5